# Isaías Pleci
Isaías Pleci (27 d'octubre de 1900 - 27 de desembre de 1980), fou un jugador d'escacs i figura clau dels escacs a l'Argentina, que ostentà el títol de Mestre Internacional des de 1965.
Pleci, a qui hom sobrenomenava "el tanc", no va ser un jugador de grans coneixements teòrics, però va ser una figura destacada en el món dels escacs argentí durant molts anys. El secret, segons Foguelman, estava en la seva capacitat de simplificar el joc en el moment oportú per aconseguir bons finals.

## Biografia i resultats destacats en competició
Començà a jugar al Cercle d'Escacs de Vélez Sársfield, però poc després passà a representar el Club Jaque Mate. Els seus últims anys els passà al Círculo de Ajedrez de Villa del Parque.
Esdevingué campió de l'Argentina el 1929 després de vèncer Roberto Grau per 4-2, i retingué el títol el 1930 en derrotar Virgilio Fenoglio.

### Participació en competicions per equips
Formà part de l'equip argentí en les olimpíades de Varsòvia (1935), Estocolm (1937) i Buenos Aires (1939). En totes aquestes competicions hi va tenir una gran actuació, sobretot a l'olimpíada de Buenos Aires on hi va obtenir la medalla d'or al millor 4t tauler.